# Noturus
Noturus — рід риб з родини Ікталурові ряду сомоподібних. Має 29 видів. Наукова назва походить від грецьких слів noton, тобто «назад», та oura — «хвіст».

## Опис
Загальна довжина представників цього роду коливається від 7 до 12 см. Голова помірно велика, очі середнього розміру. Є 4 пари коротких вусів. Тулуб кремезний, подовжений, у деяких видів — доволі широкі. Плавці мають отруйні шипи. Втім ця отрута не сильна. Спинний плавець невеличкий. Жировий плавець низький, подовжений, майже до самого хвостового плавця. Грудні та черевні плавці майже трикутні, з маленькою основою. Анальний плавець широкий, за довжиною поступається лише жировому. Хвостовий плавець широкий, у більшості видів округлий, охоплює хвостову частину.
Забарвлення різнобарвне: від рожевого та жовтого до темно-коричневого. У багатьох видів у задній частині проходять поперечні чорні смуги.

## Спосіб життя
Є демерсальними рибами. Живуть у прісних водоймах. Зустрічаються в дрібних і середніх річках з прозорою водою і кам'янисто-піщаними ґрунтами. Активні вночі. Живляться водними безхребетними.

## Розповсюдження
Мешкають у водоймах центральної та східної частини США (від Флориди та Луїзіани) та прилеглих районів Канади.

## Види
- Noturus albater
- Noturus baileyi
- Noturus crypticus
- Noturus elegans
- Noturus eleutherus
- Noturus exilis
- Noturus fasciatus
- Noturus flavater
- Noturus flavipinnis
- Noturus funebris
- Noturus furiosus
- Noturus gilberti
- Noturus gladiator
- Noturus gyrinus
- Noturus hildebrandi
- Noturus insignis
- Noturus lachneri
- Noturus leptacanthus
- Noturus maydeni
- Noturus miurus
- Noturus munitus
- Noturus nocturnus
- Noturus phaeus
- Noturus placidus
- Noturus stanauli
- Noturus stigmosus
- Noturus taylori
- Noturus trautmani